# ديفيد لوغان (سياسي)
ديفيد لوغان (بالإنجليزية: David Logan)‏ هو محامي وسياسي أمريكي، ولد في 5 أبريل 1824 في كنتاكي في الولايات المتحدة، وتوفي في 26 مارس 1874 في مقاطعة يامهيل في الولايات المتحدة. حزبياً، نشط في الحزب الجمهوري.